# Cheer Boys!!
Cheer Boys!! (チア男子!! Chia Danshi!!?, lit. Chicos porristas) es una novela ligera japonesa escrita por Ryō Asai, con base en la animación masculina. Fue publicada por la editorial Shūeisha desde el 5 de octubre de 2010 al 20 de febrero de 2013. La novela fue adaptada a una serie de manga ilustrada por Kenichi Kondō y comenzó su publicación el 5 de abril de 2016. Una adaptación a serie de anime comenzó su transmisión el 5 de julio de 2016 y finalizó el 27 de septiembre de ese mismo año. Fue dirigida por Ai Yoshimura y auspiciada por el estudio Brain's Base.
La novela se basa en "Shockers", un equipo real de animadores masculinos de la Universidad de Waseda.

## Argumento
La historia se centra en los miembros de un equipo de animadores masculinos de la Universidad Meishiin. Haruki "Haru" Bandō es un luchador de judo que luego de sufrir una lesión en el hombro decide abandonar el equipo de judo de su universidad. Sin embargo, Haruki en realidad se siente aliviado de dejar el equipo debido a que su familia es dueña de un dojo y se sentía presionado por ejercer en dicha área. Su mejor amigo, Kazuma Hashimoto, el cual también decide abandonar el judo, lo persuade para crear y formar parte de un equipo de animadores masculinos y, a pesar de las numerosas dudas de Haruki, este finalmente accede a su propuesta.

## Personajes

### Principales
Haruki Bandō (坂東 晴希 Bandō Haruki?)
Voz por: Yūki Yonai

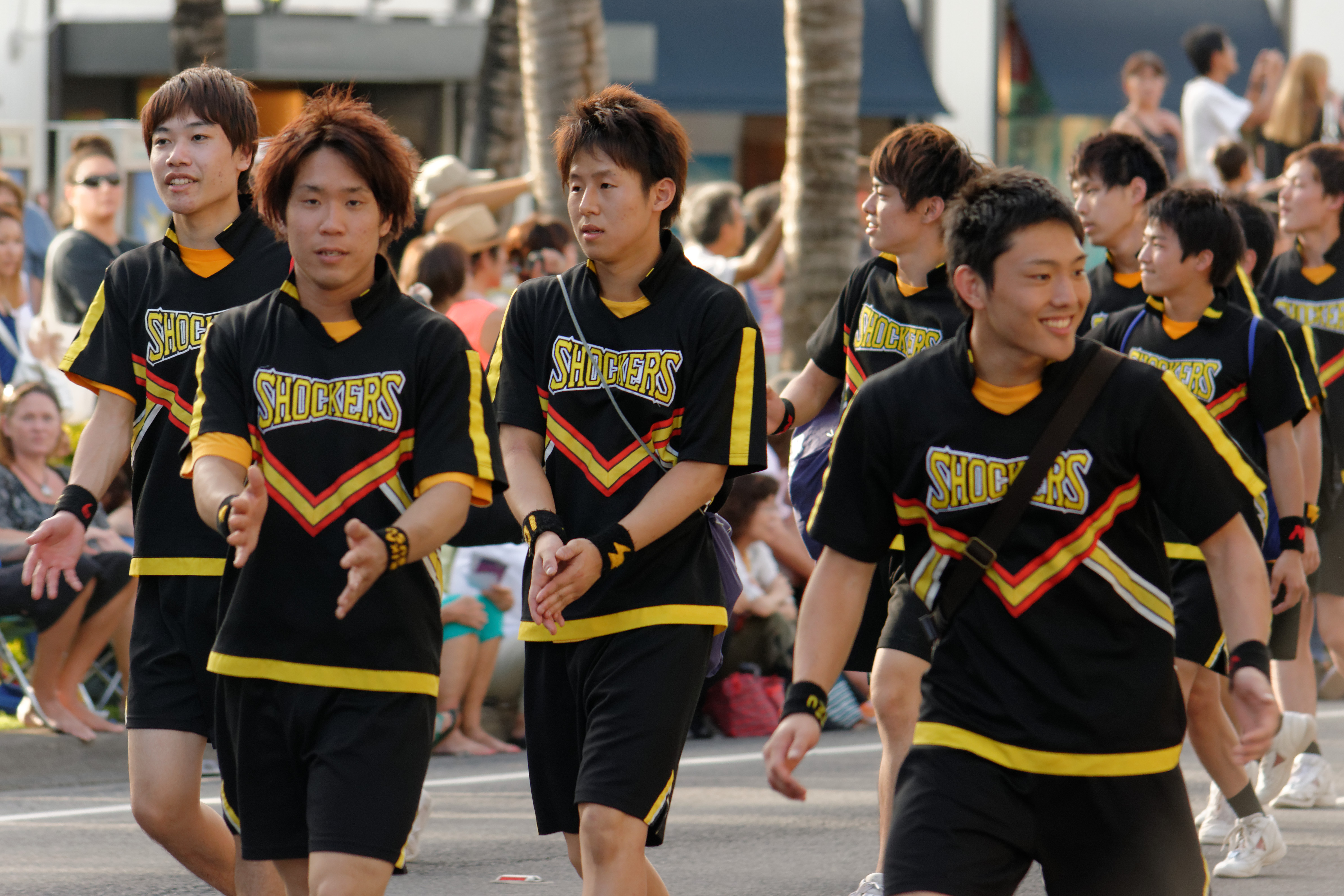
Miembros del equipo de animadores "Shockers", grupo en el cual se basa la serie. Los uniformes de los personajes presentan el mismo diseño.

Tímido y de personalidad vacilante, Haru es un exluchador de judo que es convencido por su mejor amigo Kazuma de crear y unirse a un equipo de animadores masculinos. Esto, sumado al hecho de abandonar el judo, provocó una fuerte desaprobación por parte de su hermana mayor, Haruko, quien comenzó a ignorarlo y a perder en sus competiciones de judo. Eventualmente, Haru decide hablar con su hermana con el fin de reconstruir su relación fraternal y asiste a una de sus competiciones para demostrarle que aún continuaba apoyándola a pesar de haber abandonado el judo. Su posición en el equipo es top.
Kazuma Hashimoto (橋本 一馬 Hashimoto Kazuma?)
Voz por: Nobuhiko Okamoto
Kazuma es el mejor amigo de Haruki y también un exluchador de judo. Kazu fue a vivir con su abuela luego de la muerte de sus padres en circunstancias no especificadas. Se siente motivado con respecto a la animación debido a que su madre solía ser porrista durante la universidad, por lo que decide crear un equipo de animadores, The Breakers. Sin embargo, más tarde se revela que sus verdaderas intenciones detrás de la creación del equipo era con el fin de lograr que su abuela, quien padecía de alzheimer, lograse recordarlo, puesto que al ver un video de su madre mientras realizaba una presentación ella pareció recordar quien era momentáneamente. Su posición es top.
Shō Tokugawa (徳川 翔 Tokugawa Shō?)
Voz por: Yūki Ono
Es el entrenador de The Breakers y su posición es base. Solía ser parte del equipo de animadores Sparks, sin embargo, luego de dejar caer accidentalmente a una compañera durante una presentación decidió abandonar la animación. Este hecho persiguió a Shō por mucho tiempo y se sentía culpable por lo sucedido, hasta que finalmente logra superar sus adversidades y seguir adelante. 
Wataru Mizoguchi (溝口 渉 Mizoguchi Wataru?)
Voz por: Tomokazu Sugita
Fue el tercer miembro en unirse a The Breakers y su posición es base. Su padre es chef profesional, por lo que sabe cocinar numerosos platillos. Wataru tiende a recitar frases de personas famosas.

### Secundarios
Kōji Tōno (遠野 浩司 Tōno Kōji?)
Voz por: Yū Hayashi
Fue el cuarto miembro en unirse al equipo y su posición es base. 
Sōichirō Suzuki (鈴木 総一郎 Suzuki Sōichirō?)
Voz por: Kōsuke Kuwano
Es el mejor amigo de Gen y su posición es base. Solía jugar béisbol durante la secundaria.
Gen Hasegawa (長谷 川弦 Hasegawa Gen?)
Voz por: Katsuyuki Konishi
Es el mejor amigo de Sōichirō y su posición es spotter. Solía jugar fútbol durante la secundaria.
Ryūzō Sakuma (佐久間 龍造 Sakuma Ryūzō?)
Voz por: Ayumu Murase
Ryūzō, apodado Saku, es un estudiante de primer año de la universidad y su posición es top. Solía bailar ballet cuando era pequeño y está enamorado de Kazu. Su nombre significa "dragón", pero su apariencia y personalidad delicada contrastan enormemente con esto, un hecho que divierte a sus compañeros.
Hisashi Mori (森 尚史 Mori Hisashi?)
Voz por: Tasuku Hatanaka
Hisashi es muy estricto y tiende a enfadarse si ve que malgastan el tiempo. Sin embargo, a pesar de su personalidad difícil, es un buen compañero. Antes de entrar a The Breakers, intentó formar parte del equipo de animación Sparks pero fue rechazado. Su posición es base.
Takeru Andō (安藤 タケル Andō Takeru?)
Voz por: Chiharu Sawashiro
Takeru decidió unirse a The Breakers luego de quedar impresionado con la presentación de estos en el festival escolar. Solía tener conflictos con Hisashi, hasta que luego ambos lograron hacer las paces. Su posición es base y es apodado "Brócoli" debido a su afro.
Takuya Nabeshima (鍋島 卓哉 Nabeshima Takuya?)
Voz por: Ryūichi Kijima
Takuya es el hermano menor de Takumi y ambos solían bailar break dance. Su posición es base. Le molesta que su hermano se preocupe por él y no quiere ser una carga para este.
Takumi Nabeshima (鍋島 卓巳 Nabeshima Takumi?)
Voz por: Takefumi Yumihara
Takumi es el hermano mayor de Takuya y ambos solían bailar break dance. Su posición es base. Se preocupa demasiado por su hermano, a pesar de que Takuya insiste en que puede valerse por su cuenta.
Tamotsu Kaneda (金田 保 Kaneda Tamotsu?)
Voz por: Anri Katsu
Kaneda está en su tercer año de universidad y su posición es base. Es apodado "Kin" (palabra japonesa para "oro") debido a su cabello rubio.
Natsuki Someya (染谷 夏生 Someya Narsuki?)
Voz por: Hayato Kimura
Gin está en su segundo año de universidad y su posición es spotter. Es apodado "Gin" (palabra japonesa para "plata") debido a su cabello plateado.
Daichi Norita (乗田 大地 Norita Daichi?)
Voz por: Yūya Hirose
Gou está en su segundo año de universidad y su posición es spotter. Es apodado "Gou" (palabra japonesa para "bronce") debido a su cabello rojizo.
Chen Zixuan (陳 子軒 Zixuan Chen?)
Voz por: Yōsei Bun
Chen es el hijo del director de la Universidad Meishiin y proviene de China. Solía ser gimnasta y su posición es top. Se sabe que aún está aprendiendo el japonés.
Jin Dōmoto (堂本 仁 Dōmoto Jin?)
Voz por: Hiroki Yasumoto
Dōmoto es el entrenador de Sparks y un viejo compañero de Shō.
Kaoru Hanasaki (花咲 薫 Hanasaki Kaoru?)
Voz por: Yoshitaka Yamaya
Hanasaki es un miembro de Sparks y su posición es base. Al comienzo, no creía que The Breakers pudiera lograr triunfar en la animación y se mofaba de ellos por ser solo un equipo de hombres.

## Media

### Anime
Cheer Boys!! comenzó su transmisión el 5 de julio de 2016 y finalizó el 27 de septiembre de ese mismo año con un total de doce episodios emitidos, junto con un capítulo extra lanzado el 9 de agosto. El tema de apertura es Hajime no Ippo por el grupo musical Luck Life, mientras que el tema de cierre es "LIMIT BREAKERS" de Breakers.

### Lista de episodios
| #   | Título                                                                              | Estreno                  |
| --- | ----------------------------------------------------------------------------------- | ------------------------ |
| 1   | «El telón se abre» «Maku ga Agaru» (幕が上がる)                                     | 5 de julio de 2016       |
| 2   | «Tu primera sonrisa como porrista» «Hajimari no Cheer Smile» (始まりのチアスマイル) | 12 de julio de 2016      |
| 3   | «El séptimo ardilla-samurái» «Shichi Ninme no Risu Jirou» (七人目のリスジロー)      | 19 de julio de 2016      |
| 4   | «Lo que queremos romper» «Kowashitai Mono» (壊したいもの)                           | 26 de julio de 2016      |
| 5   | «¡Vamos, Breakers!» (Let's Go Breakers!)                                            | 2 de agosto de 2016      |
| 5.5 | «La vista que los siete compartimos» «Nananin de mita keshiki» (七人で見た景色)     | 9 de agosto de 2016      |
| 6   | «Reinicio» (Restart)                                                                | 16 de agosto de 2016     |
| 7   | «Tensión» «Yugami» (歪み)                                                           | 23 de agosto de 2016     |
| 8   | «El amanecer de un enlace» «Kizuna no goraikō» (絆のご来光)                         | 30 de agosto de 2016     |
| 9   | «Lágrimas del sol» «Taiyō no namida» (太陽の涙)                                     | 6 de septiembre de 2016  |
| 10  | «Lo que quise decirte» «Kimi ni tsutaetakatta koto» (君に伝えたかったこと)          | 13 de septiembre de 2016 |
| 11  | «San Valentín agridulce» «Bitāsuīto Barentain» (ビタースイート・バレンタイン)       | 20 de septiembre de 2016 |
| 12  | «¡Chicos porristas!» «Chiadansu!!» (チアダンシ!!)                                   | 27 de septiembre de 2016 |

### Musical
En julio de 2016, fue anunciada una adaptación a obra musical de la novela titulada Live Performance Stage Cheer Danshi!!, la cual tuvo funciones en el teatro AiiA 2.5 Theater Tokyo en Tokio desde el 9 al 18 de diciembre de 2016.

### Película
Una película de acción real fue anunciada en septiembre de 2018 y estrenada el 10 de mayo de 2019. El filme fue dirigido por Hiroki Kazama y protagonizado por Ryūsei Yokohama y Masaki Nakao en los roles de Haruki Bandō y Kazuma Hashimoto, respectivamente.